# لگو دی‌سی بتمن: مسائل خانوادگی
لگو دی‌سی بتمن مسائل خانوادگی به (انگلیسی:Lego DC Batman: Family Matters) یک فیلم‌های کمدی-اکشن، ماجراجویی، ابرقهرمانی محصولآمریکا در سال ۲۰۱۹ می‌باشد.

## تمام سینمایی‌ها و سریال‌ها از این مجموعه
انیمیشن سینمایی لگو بتمن: اتحاد ابرقهرمانان محصول سال ۲۰۱۳
انیمیشن لگو لیگ عدالت: محاصره بتمن محصول سال ۲۰۱۴
انیمیشن سینمایی لگو لیگ عدالت در برابر لیگ بیزارومحصول سال ۲۰۱۵
انیمیشن سینمایی لگو لیگ عدالت: حمله ارتش نابودیمحصول سال ۲۰۱۵
انیمشن سینمایی لگو لیگ عدالت: فروپاشی گاتهاممحصول سال ۲۰۱۶
انیمیشن سینمایی لگو بتمن محصول سال ۲۰۱۷
انیمیشن سینمایی لگو فلش محصول سال ۲۰۱۸
انیمیشن سینمایی لگو آکوامن: خشم آتلانتیس محصول سال ۲۰۱۸
انیمیشن سینمایی لگو بتمن: مسائل خانوادگی محصول سال ۲۰۱۹
انیمیشن سینمایی لگو شزم: جادو و هیولاها محصول سال ۲۰۲۰

## خلاصه داستان
بتمن، رابین و سایر خانواده خفاشی یک دعوت نامه مرموز دریافت می‌کنند، که نمی‌دانند از طرف چه کسی است. همزمان با ارسال دعوت نامه‌ها، یک شخصیت شرور به نام رد هود وارد گاتهام می‌شود و قصد دارد خانواده خفاشی را به‌طور کامل نابود کند اما …

## بازیگران
- تروی بیکر در نقش بتمن
- آلیسون استونر در نقش بت‌گرل
- اسکات منویل در نقش رابین
- جیسون اسپیساک در نقش رد هود
- استیون بلوم در نقش مترسک
- زک کلیسون در نقش شزم
  - کام کلرک
- ویل فریدل
- رالف گارمان
- جیک گرین
- جاش کیتون
- تام کنی
- کریسچن لانز
- نولان نورث
- آندره سویوتزو
- تارا استرانگ
- فرد تاتاسیور